# William F. Temple
Pour les articles homonymes, voir William Temple.
Œuvres principales
- Série Martin Magnus

William Frederick Temple, né le 9 mars 1914 à Woolwich en Angleterre et mort le 15 juillet 1989 à Folkestone en Angleterre, est un écrivain britannique de science-fiction.

## Biographie
William F. Temple fut membre de la British Interplanetary Society et s'est impliqué dans des fandoms de science-fiction avant d'écrire.
Peu avant la Seconde Guerre mondiale, Temple a partagé un appartement à Londres avec Arthur C. Clarke.
Son récit le plus connu est le roman Four-Sided Triangle, tiré d'une nouvelle initialement publiée dans Galaxy Science Fiction en mai 1951 (p.  83).
Son fils, Cliff Temple, a été journaliste sportif, écrivain et commentateur.

## Œuvres

### SérieMartin Magnus
- (en) Martin Magnus, Planet Rover, 1954
- (en) Martin Magnus on Venus, 1955
- (en) Martin Magnus on Mars, 1956

### Romans indépendants
- (en) Four-Sided Triangle, 1949
- (en) The Automated Goliath, 1962
- (en) Battle on Venus, 1963
- (en) The Three Suns of Amara, 1963
- (en) Shoot at the Moon, 1966
- (en) The Fleshpots of Sansato, 1968Publié aussi sous le titre Sansato en 1998

### Nouvelles
- (en) The Kosso, 1935
- (en) Lunar Lilliput, 1938
- (en) The Smile of the Sphinx, 1938
- (en) Mr. Craddock's Amazing Experience, 1939
- (en) The 4-Sided Triangle, 1939
- (en) Experiment in Genius, 1940
- (en) The Monster on the Border, 1940
- (en) The Three Pylons, 1946
- (en) Way of Escape, 1948
- (en) Miracle Town, 1948
- (en) The Brain Beast, 1949
- Une date à retenir, 1974 ((en) A Date to Remember, 1949)
- (en) Martian's Fancy, 1950
- (en) For Each Man Kills, 1950
- (en) The Triangle of Terror, 1950
- (en) Wisher Takes All, 1950
- (en) Forget-Me-Not, 1950
- (en) The Bone of Contention, 1950
- (en) Double Trouble, 1951
- (en) Conditioned Reflex, 1951
- (en) The Two Shadows, 1951
- (en) You Can't See Me !, 1951
- (en) Counter-Transference, 1952
- (en) Limbo, 1953
- (en) Pawn in Revolt, 1953
- (en) Immortal's Playthings, 1953
- (en) Field of Battle, 1953
- (en) Mind Within Mind, 1953
- (en) Destiny Is My Enemy, 1953
- (en) The Whispering Gallery, 1953
- (en) Moon Wreck, 1953
- (en) Explorers of Mars, 1954
- (en) Pilot's Hands, 1954
- (en) Errand of Mercy, 1954
- (en) Man in a Maze, 1955
- (en) Eternity, 1955
- (en) The Lonely, 1955
- (en) Better Than We Know, 1955
- (en) Mansion of a Love, 1955
- (en) Uncle Buno, 1955
- (en) Outside Position, 1956
- (en) Whispering Gallery, 1956
- (en) The Green Car, 1957
- (en) Against Goliath, 1957
- (en) Brief Encounter, 1957
- (en) War Against Darkness, 1958
- (en) The Undiscovered Country, 1958
- (en) The Different Complexion, 1958
- (en) Imbalance, 1959
- (en) Magic Ingredient, 1959
- (en) L Is for Lash, 1960
- (en) Sitting Duck, 1960
- (en) The Unknown, 1961
- (en) A Trek to Na-Abiza, 1961
- (en) A Niche in Time, 1964
- (en) Beyond the Line, 1964
- (en) The Legend of Ernie Deacon, 1965
- (en) Coco-Talk, 1966
- (en) Echo, 1967
- (en) The Year Dot, 1969
- (en) When in Doubt - Destroy !, 1969
- (en) Life of the Party, 1970
- (en) The Unpicker, 1973
- (en) The Man Who Wasn't There, 1978
- (en) Testimony, 1992
- (en) Scrutiny, 1996
- (en) 88 Gray's Inn Road, 2000
- (en) Mind Within Mind, 2000
- (en) Always Afternoon, 2000